# Rampurhat
Rampurhat (en bengalí: রামপুরহাট ) es una ciudad de la India, en el distrito de Birbhum, estado de Bengala Occidental.

## Geografía
Se encuentra a una altitud de 40 m s. n. m. a 231 km de la capital estatal, Calcuta, en la zona horaria UTC +5:30.

## Demografía
Según estimación 2010 contaba con una población de 56 821 habitantes.